# St. Martinus (Linnich)

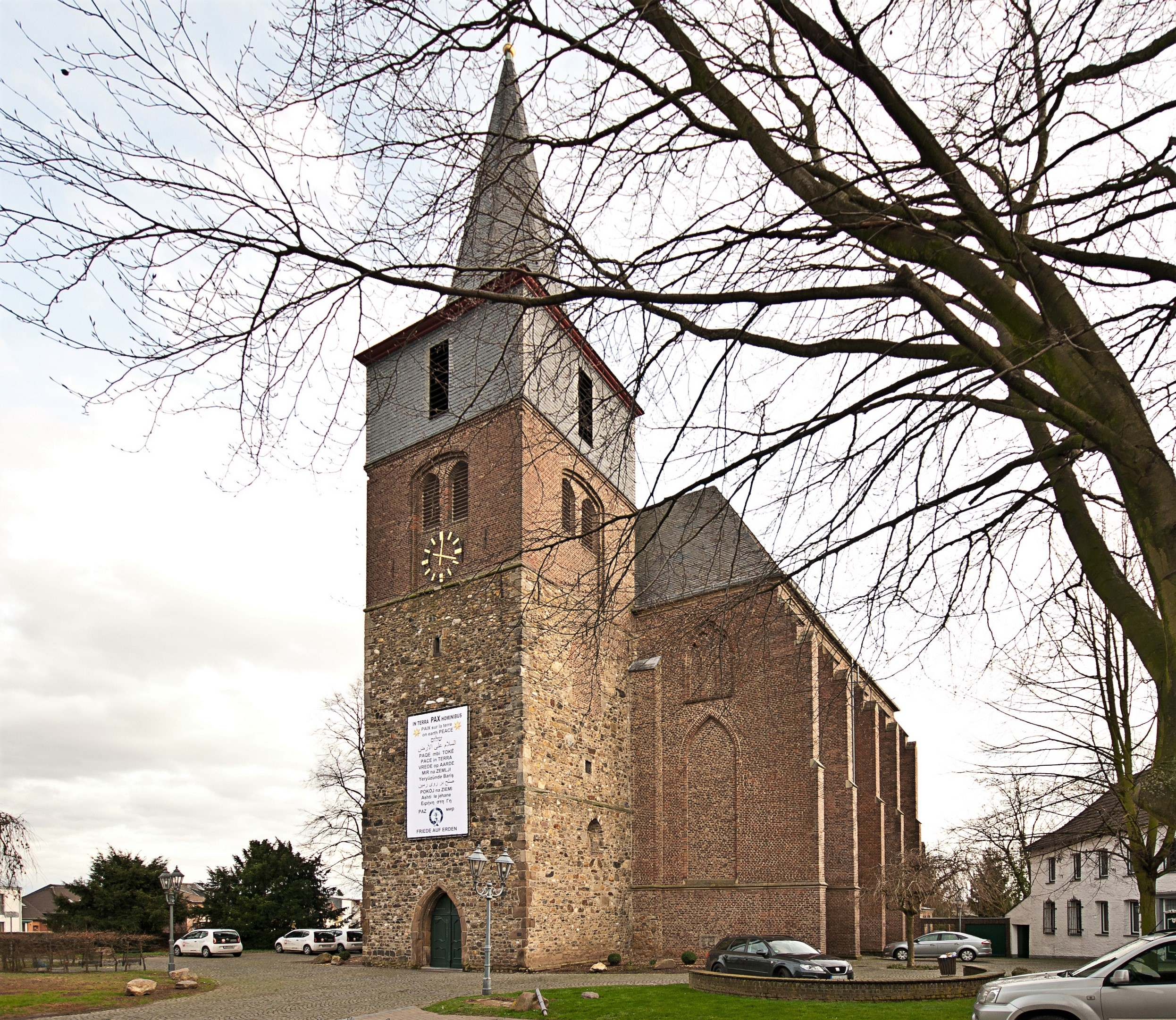
Pfarrkirche St. Martinus

Die Pfarrkirche St. Martinus ist eine römisch-katholische Kirche im Kern der Stadt Linnich im Kreis Düren, Nordrhein-Westfalen.

## Geschichte der Kirche
Auf dem Gelände des heutigen Kirchhofes befand sich in merowingischer Zeit ein Königshof, welcher über eine vermutlich im 8. Jahrhundert als Fachwerkbau auf Feldsteinsockel  errichtete Kapelle verfügte. Anstelle dieses Kapellenbaus entstand im 12. bis 13. Jahrhundert eine einschiffige romanische Kirche samt dem aus Feldsteinen aufgemauerten und noch heute bestehenden vorgesetzten Westturm. Der wehrhaft wirkende Turm verfügte ursprünglich nur über schmale Lichtschlitze, eine Nutzung als Schutzraum für die Bürgerschaft in Kriegszeiten wird angenommen.
Im 15. Jahrhundert wurde schließlich an Stelle des romanischen Kirchenschiffes eine dreischiffige, spätgotische Backsteinhalle errichtet sowie der Turm aufgestockt. Das gotische Langhaus hat vier Joche, der Gewölbeschub wird durch äußere Strebepfeiler abgefangen. Im Osten schließt sich ein einschiffiger Chor mit zwei Jochen und 5/8-Schluss an; auch beim Chor werden die Gewölbekräfte von außen liegenden Strebepfeilern abgefangen. Unterhalb des Chorhauptes findet sich, als bauliche Lösung des durch den die Lage am unmittelbaren Steilhangs oberhalb des Rurtals bedingten Geländeabfalls, eine auf kurzen schweren Pfeilern ruhende, ursprünglich offene Halle. Chor und Langhaus besitzen Sterngewölbe mit schlanken, birnstabförmigen Rippen und dreiteilige Maßwerkfenster mit Querteilung halber Höhe und reichen Couronnements.
Durch die Kämpfe im Zweiten Weltkrieg wurde die Kirche wie der gesamte Ort Linnich stark beschädigt. Unter anderem wurden sämtliche Gewölbefelder bis auf eines zerstört und der westliche Teil des Turmobergeschosses sowie die Südwand der Kirche gesprengt. In der Zeit zwischen 1948 und 1955 erfolgte der Wiederaufbau, der erst 1973 durch das Aufsetzen einer neuen Turmspitze abgeschlossen wurde.
Die Erdbeben von Roermond 1992 und ein weiteres Beben 2002 setzten dem Kirchenbau nochmals schwer zu. Zunächst traten nach dem schweren Beben von 1992 Fehler aus dem Wiederaufbau zutage, die aufwändig zu beseitigen waren. Nach dem zweiten Beben war die Kirche sodann gar vom Einsturz bedroht, da der Baugrund am Rurhang ins Rutschen kam. So musste die Kirche geschlossen werden und konnte erst 2005 nach langwierigen Gründungsarbeiten zur Sicherung der Fundamente und Umbauten am Glockenschlagwerk wieder eröffnet werden.

## Sehenswürdigkeiten
- Die Kirche besitzt drei Flügelaltäre. Es handelt sich um Schnitzaltäre der Antwerpener Schule mit ergänzender Malerei auf den Seitenflügeln, sie werden als Antwerpener Retabel bezeichnet. Gegenüber den zwei kleineren Altären in den Seitenschiffen beherrscht der große Hauptaltar von 1520 den Altarraum.
- Taufbecken aus Blaustein aus dem 13. Jahrhundert mit einem bronzenen Taufsteindeckel von Elmar Hillebrand.
- Spätgotisches Sakramentshäuschen: Das etwas mehr als neun Meter hohe Sakramentshäuschen wurde 1520 aus Tuff und Savonnieres errichtet. Auf einem von Löwenfiguren getragenen Säulensockel ruht das eigentliche, dreiseitig mit Gittern geöffnete Gehäuse, es wird bekrönt von einer dreigeschossigen Spitze.
- Kanzel und Kommunionbank von Paul Nagel (1955)[1]

## Orgel
Die Orgel stammt von der Orgelbauanstalt Karl Bach aus Aachen und hat folgende Disposition:
| I Manual C–g3 |       |
| Quintade      | 16′   |
| Prinzipal     | 8′    |
| Holzflöte     | 8′    |
| Oktave        | 4′    |
| Bauernpfeife  | 4′    |
| Rohrnazard    | 2 ⁄3′ |
| Gemshorn      | 2′    |
| Mixtur IV–V   | 1 ⁄3′ |
| Solotrompete  | 8′    |
| Klarine       | 4′    |

| II Manual C–g3  |       |
| Sing. Gedackt   | 8′    |
| Blockflöte      | 4′    |
| Prinzipal       | 2′    |
| Nachthorn       | 1′    |
| Sesquialtera II | 2 ⁄3′ |
| Zimbel          | 1⁄2′  |
| Krummhorn       | 8′    |

| III Manual C–g3 |       |
| Rohrflöte       | 8′    |
| Salicional      | 8′    |
| Sing. Prinzipal | 4′    |
| Quintatön       | 4′    |
| Waldflöte       | 2′    |
| Spitzquinte     | 1 ⁄3′ |
| Scharf IV       | 1′    |
| Schalmey        | 8′    |

| Pedal C–f1    |     |
| Prinzipalbass | 16′ |
| Subbass       | 16′ |
| Oktavbass     | 8′  |
| Gedacktbass   | 8′  |
| Choralbass    | 4′  |
| Flachflöte    | 2′  |
| Hintersatz IV | 2′  |
| Posaune       | 16′ |
| Trompete      | 8′  |

- Koppeln: II/I, III/I, III/II, I/P, II/P, III/P
- Spielhilfen: Freie Komb. 1 und 2, Piano, Tutti, Walze, Zungenabsteller, Tremolo

## Pfarrer
Folgende Priester wirkten bislang als Pfarrer an St. Martinus:
- 1929–1968: Alexander Krückel
- 1968–1995: Josef Thomik
- 1996–2003: P. Horst Heinen
- 2003–2006: Christoph Graaff
- 2007–2008: Vakant
- Seit 2009: Stefan Bäuerle